# Titaniumcarbide
Titaniumcarbide, TiC, is een extreem hard (Mohs 9–9,5) vuurvast keramisch materiaal, vergelijkbaar met wolfraamcarbide. Het ziet eruit als zwart buskruit met de kristalstructuur van natriumchloride (vlakgecentreerd kubisch).
Het komt in de natuur voor als een vorm van het zeer zeldzame mineraal khamrabaevite - (Ti,V,Fe)C. Het werd in 1984 ontdekt op de berg Arashan in het district Chatkal van de Sovjet-Unie (het huidige Kirgizië), vlak bij de grens met Oezbekistan. Het mineraal is vernoemd naar Ibragim Khamrabaevich Khamrabaev, directeur Geologie en Geofysica van Tasjkent in Oezbekistan. De kristallen die in de natuur voorkomen, variëren in grootte van 0,1 tot 0,3 mm.

## Natuurkundige eigenschappen
Titaniumcarbide heeft een elasticiteitsmodulus van ongeveer 400 GPa en een schuifmodulus van 188 GPa.
Titaniumcarbide is oplosbaar in vast titaniumoxide, in samenstellingen die gezamenlijk "titaniumoxycarbide" worden genoemd en die worden gecreëerd door carbothermische reductie van het oxide.

## Fabricage en bewerking
Gereedschapsbits zonder wolfraamgehalte kunnen worden gemaakt van titaniumcarbide in nikkel-kobaltmatrixkeramiek, waardoor de snijsnelheid, precisie en gladheid van het werkstuk worden verbeterd.
De weerstand tegen slijtage, corrosie en oxidatie van een wolfraamcarbide-kobaltmateriaal kan worden verhoogd door 6 tot 30% titaniumcarbide aan het wolfraamcarbide toe te voegen. Hierdoor ontstaat een vaste oplossing die brozer en breekbaarder is.
Titaniumcarbide kan worden geëtst met reactief-ion-etsen.

## Toepassingen
Titaniumcarbide wordt gebruikt bij de bereiding van cermets, die vaak worden gebruikt om staalmaterialen met hoge snijsnelheid te bewerken. Het wordt ook gebruikt als een slijtvaste oppervlaktecoating op metalen onderdelen, zoals gereedschapsbits en horlogemechanismen. Titaniumcarbide wordt ook gebruikt als hitteschildcoating bij de terugkeer van ruimtevaartuigen in de atmosfeer.
Aluminiumlegering 7075 (AA7075) is bijna net zo sterk als staal, maar weegt maar een derde. Door het gebruik van dunne AA7075-staven met TiC-nanodeeltjes kunnen grotere legeringen worden gelast zonder scheuren.